# 宮原駅

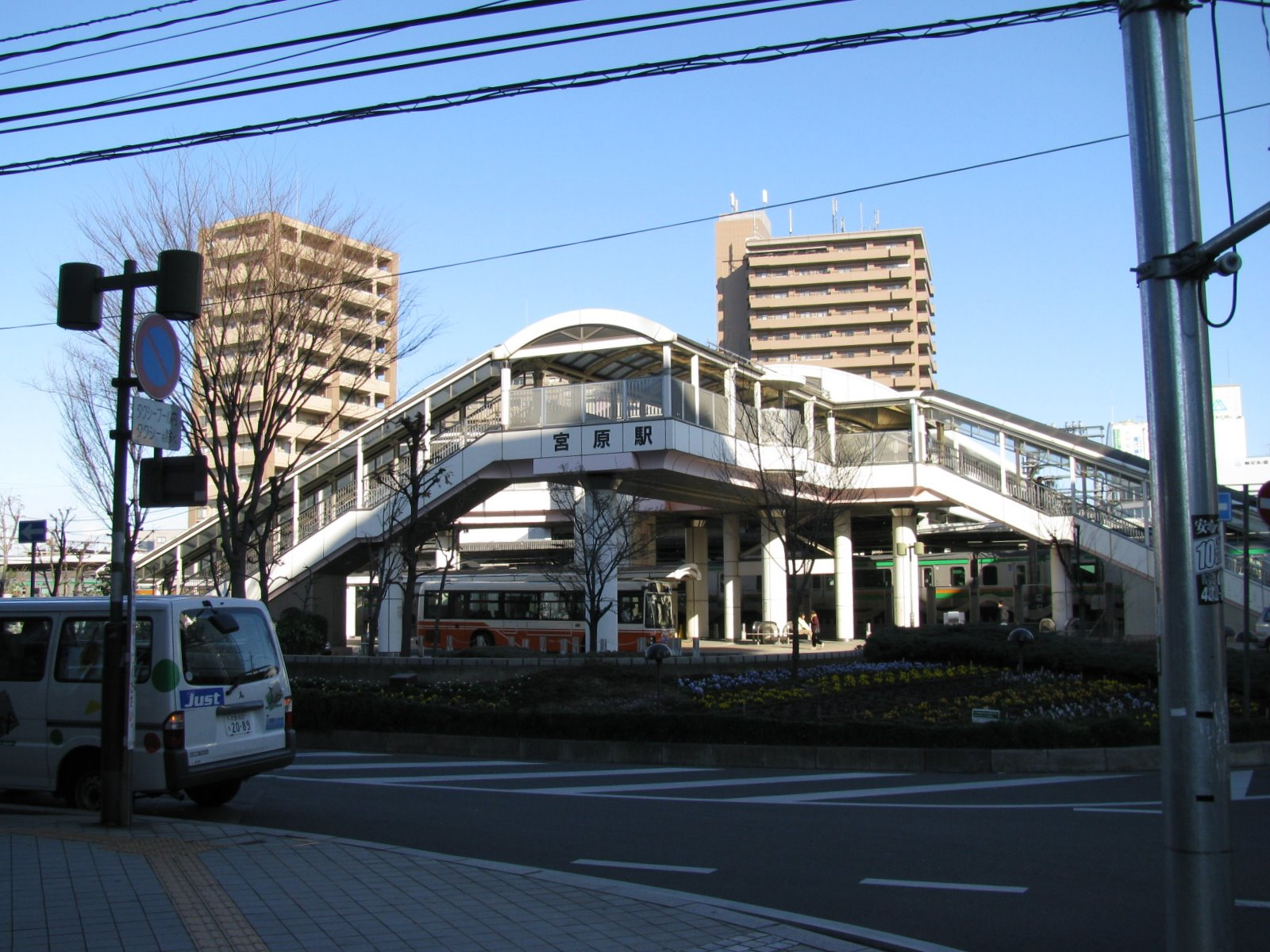
西口（2008年1月）

宮原駅（みやはらえき）は、埼玉県さいたま市北区宮原町三丁目にある、東日本旅客鉄道（JR東日本）高崎線の駅である。

## 歴史
- 1908年（明治41年）5月1日：加茂宮信号所開設[3]。
- 1922年（大正11年）4月1日：加茂宮信号場に変更[3]。
- 1947年（昭和22年）1月22日：加茂宮信号場廃止[3]。
- 1948年（昭和23年）7月15日：旧加茂宮信号場の跡地に、宮原駅が開業[2]。
- 1966年（昭和41年）：木造駅舎から現行の橋上駅舎に改築。
- 1986年（昭和61年）12月28日：みどりの窓口開設[4]。
- 1987年（昭和62年）4月1日：国鉄分割民営化に伴い、JR東日本の駅となる[3]。
- 1995年（平成7年）2月23日：自動改札機を設置し、供用開始[5]。
- 1996年（平成8年）4月23日：西口駅前広場が整備され、その竣工式が開催される[6]。
- 2001年（平成13年）11月18日：ICカード「Suica」の利用が可能となる[広報 1]。
- 2003年（平成15年）6月27日：バリアフリー対応による駅改装にあわせて、宮原駅ビル開業。
- 2016年（平成28年）3月10日：早朝無人化[7]。
- 2017年（平成29年）6月30日：みどりの窓口が営業を終了。

## 駅構造
島式ホーム2面4線を持つ地上駅で、橋上駅舎を有している。かつては2面2線だった。
高崎支社所属熊谷統括センター管轄上尾駅管理で、JR東日本ステーションサービスが運営する業務委託駅。さいたま市内のJR東日本の駅としては唯一高崎支社管内に属する。指定席券売機・自動改札機が設置されている。2016年3月から始発から午前6時30分までの間は遠隔対応のため改札係員は不在となり、一部の自動券売機のみ稼働する。みどりの窓口については、2017年6月30日に営業を終了した。

### のりば
| 番線 | 路線             | 方向 | 行先                       |
| ---- | ---------------- | ---- | -------------------------- |
| 1・2 | ■ 高崎線         | 上り | 大宮・東京・新宿・横浜方面 |
| 1・2 | ■ 湘南新宿ライン | 上り | 大宮・東京・新宿・横浜方面 |
| 1・2 | ■ 上野東京ライン | 上り | 大宮・東京・新宿・横浜方面 |
| 3・4 | ■ 高崎線         | 下り | 熊谷・高崎・前橋方面       |

（出典：JR東日本:駅構内図）
- 湘南新宿ラインの列車は新宿駅を経由して大船駅から、上野東京ラインの列車は上野駅を経由して東京駅から東海道線へ直通する。
- 偶数番線が本線で、奇数番線が副本線である。副本線は特急・快速・貨物列車・回送列車の待避やダイヤが乱れた場合などに使用され、3番線は上り線の発車も可能である。

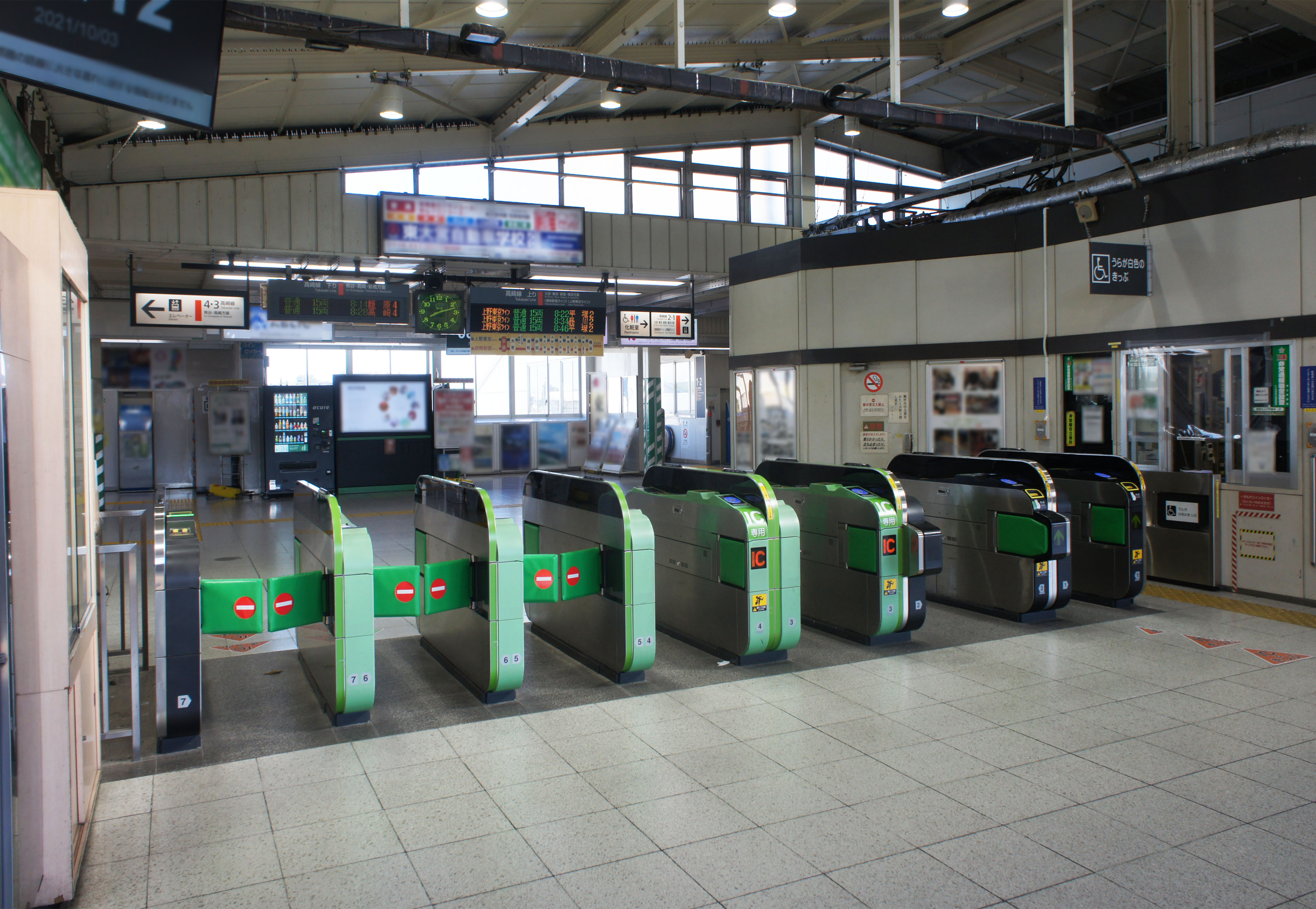
改札口（2021年10月）
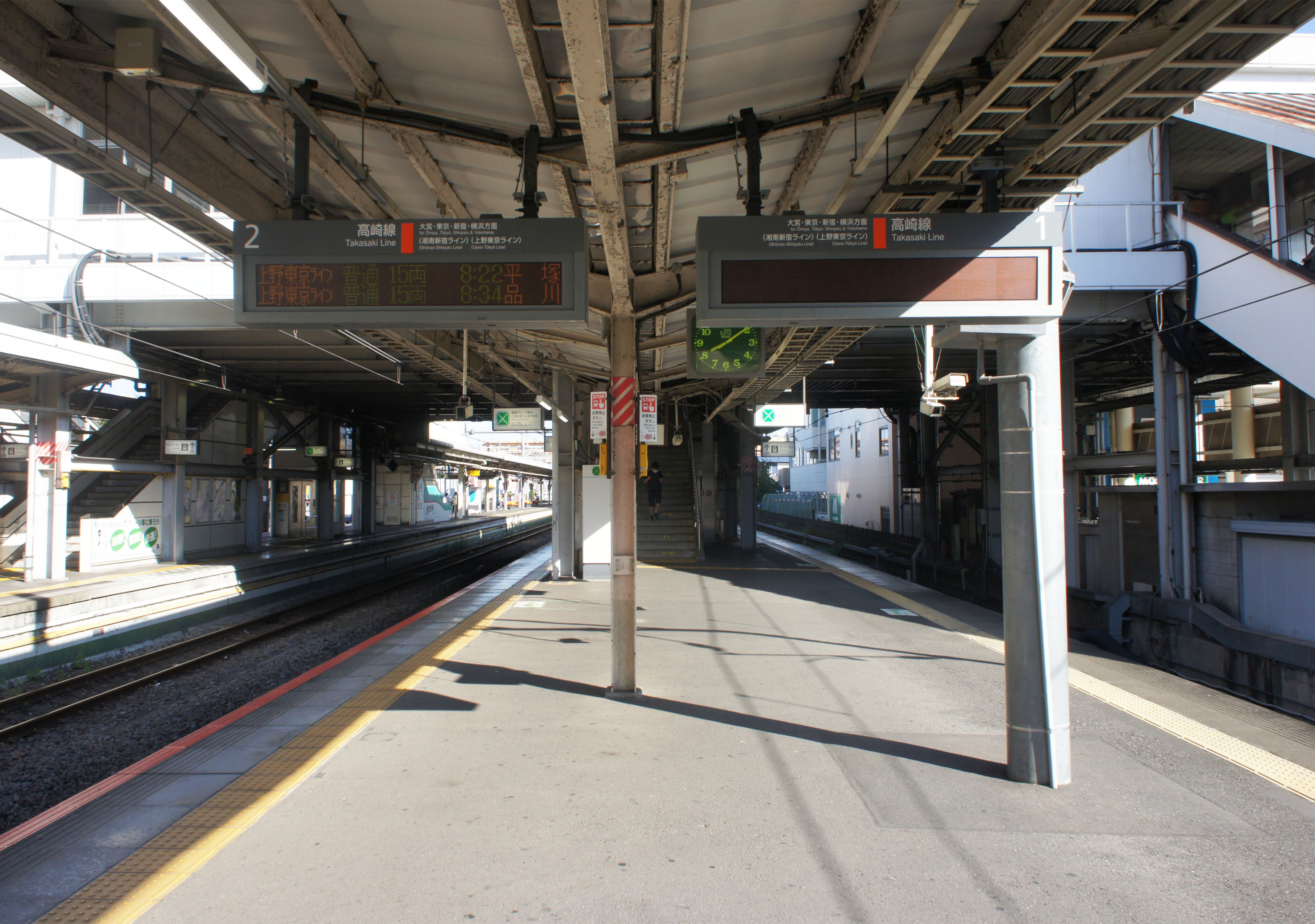
1・2番線ホーム（2021年10月）
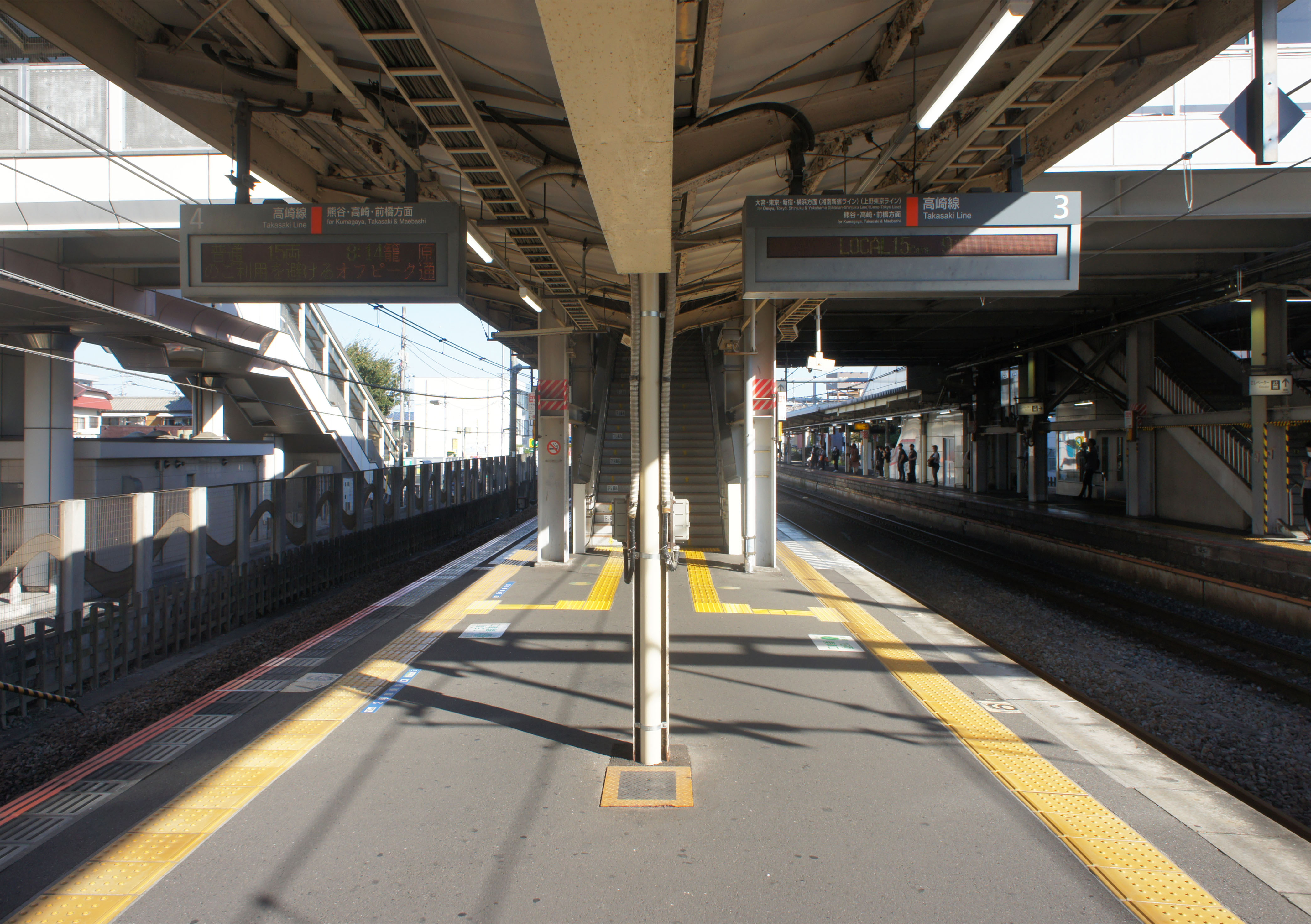
3・4番線ホーム（2021年10月）

## 利用状況
2023年度（令和5年度）の1日平均乗車人員は21,220人である。
1987年度（昭和62年度）以降の1日平均乗車人員の推移は以下の通り。
| 年度               | 1日平均 乗車人員 | 出典     |
| ------------------ | ---------------- | -------- |
| 1987年（昭和62年） | 14,114           |          |
| 1988年（昭和63年） | 15,094           |          |
| 1989年（平成元年） | 15,598           |          |
| 1990年（平成02年） | 16,322           |          |
| 1991年（平成03年） | 17,239           |          |
| 1992年（平成04年） | 17,421           |          |
| 1993年（平成05年） | 17,301           |          |
| 1994年（平成06年） | 17,179           |          |
| 1995年（平成07年） | 17,495           |          |
| 1996年（平成08年） | 17,904           |          |
| 1997年（平成09年） | 17,963           |          |
| 1998年（平成10年） | 17,992           |          |
| 1999年（平成11年） | 17,888           | [ * 1 ]  |
| 2000年（平成12年） | 18,180           | [ * 2 ]  |
| 2001年（平成13年） | 18,579           | [ * 3 ]  |
| 2002年（平成14年） | 19,180           | [ * 4 ]  |
| 2003年（平成15年） | 19,461           | [ * 5 ]  |
| 2004年（平成16年） | 19,905           | [ * 6 ]  |
| 2005年（平成17年） | 20,451           | [ * 7 ]  |
| 2006年（平成18年） | 21,104           | [ * 8 ]  |
| 2007年（平成19年） | 21,455           | [ * 9 ]  |
| 2008年（平成20年） | 23,176           | [ * 10 ] |
| 2009年（平成21年） | 23,064           | [ * 11 ] |
| 2010年（平成22年） | 23,217           | [ * 12 ] |
| 2011年（平成23年） | 23,061           | [ * 13 ] |
| 2012年（平成24年） | 23,282           | [ * 14 ] |
| 2013年（平成25年） | 23,671           | [ * 15 ] |
| 2014年（平成26年） | 22,985           | [ * 16 ] |
| 2015年（平成27年） | 23,324           | [ * 17 ] |
| 2016年（平成28年） | 23,424           | [ * 18 ] |
| 2017年（平成29年） | 23,778           | [ * 19 ] |
| 2018年（平成30年） | 24,279           | [ * 20 ] |
| 2019年（令和元年） | 24,337           | [ * 21 ] |
| 2020年（令和02年） | 18,284           |          |
| 2021年（令和03年） | 19,109           |          |
| 2022年（令和04年） | 20,558           |          |
| 2023年（令和05年） | 21,220           |          |

## 駅周辺
東口階段前に、地元出身でタクシー会社の日本交通創業者である川鍋秋蔵の銅像がある。
東口
- ニューシャトル東宮原駅
- ニューシャトル加茂宮駅
- 大宮警察署宮原駅前交番
- さいたま市北区役所宮原支所
- 大宮宮原郵便局
- 国道17号
- 旧中山道（埼玉県道164号鴻巣桶川さいたま線）
- マミーマート 本社
- 武蔵野銀行 宮原支店
- 埼玉りそな銀行 宮原支店
- 加茂神社

西口
- さいたま市立大宮北高等学校
- 大宮日進三郵便局
- 埼玉縣信用金庫 宮原支店
- さいたま市立つばさ小学校
- マレリ 本社
- イスタ！日進
- イエローサブマリン 本社
- 逆川

## バス路線
西口、東口に東武バスウエストやさいたま市コミュニティバスの路線バスが乗り入れている。

### 西口
1番のりば（東武バスウエスト）
- 宮03：しらかば通行[注釈 2]、宮原駅西口行[注釈 3]

2番のりば（東武バスウエスト）
- 宮09：西大宮駅行

無番のりば（さいたま市コミュニティバス）
- さいたま市北区コミュニティバス：宮原駅東口行[注釈 4]

### 東口
- 東武バスウエスト
  - 宮05：吉野町車庫行
  - 宮06：宮原駅東口行[注釈 5]
  - 大42：大宮駅東口行
- さいたま市北区コミュニティバス
  - 宮原駅西口行[注釈 4]

東口の駅からやや離れた地点には、県道上に設置された国際興業バスや東武バスウエストの路線バスが発着する「宮原駅入口」停留所や市道上のさいたま市乗合タクシーの発着する「林時計店」停留所がある。

## その他
- 当駅の大宮側で川越線との並走に入る地点の手前に大宮支社との境界が設置されている。
- 高崎線大宮駅 - 当駅間には、埼京線建設時に複々線用地を確保してある。これは、埼京線が当初、大宮駅 - 当駅間にも建設され、高崎線に直通する計画であったためである。しかし、車両基地の用地などの問題で川越線を直通先としたため、使用されなかった。複々線用地のほとんどはJRによりフェンスで囲われ維持されており、一部は住宅・駐車場に転用されたものの、空き地のままとなっている部分も多い。なお、高崎線の池袋・新宿方面への乗り入れは埼京線（通勤新線）ではなくそれ以前から存在する東北貨物線・山手貨物線を介して実現し、現在は湘南新宿ラインとして運行されている。
- 川越線の日進駅および埼玉新都市交通伊奈線（ニューシャトル）の東宮原駅へは、徒歩で約15分から20分の距離である。そのため、高崎線もしくは川越線と直通する埼京線が運転見合わせた場合、日進駅・東宮原駅と相互乗車の特認がされることがある。
- 当駅と上尾駅の間に「北宮原駅（仮称）」を新設する構想がある[13]。

## 隣の駅
東日本旅客鉄道（JR東日本）
■高崎線
■特別快速・■快速「アーバン」
通過
■普通
大宮駅 (JU 07・JS 24) - 宮原駅 - 上尾駅

### 記事本文